# San Juan (tỉnh Dominica)

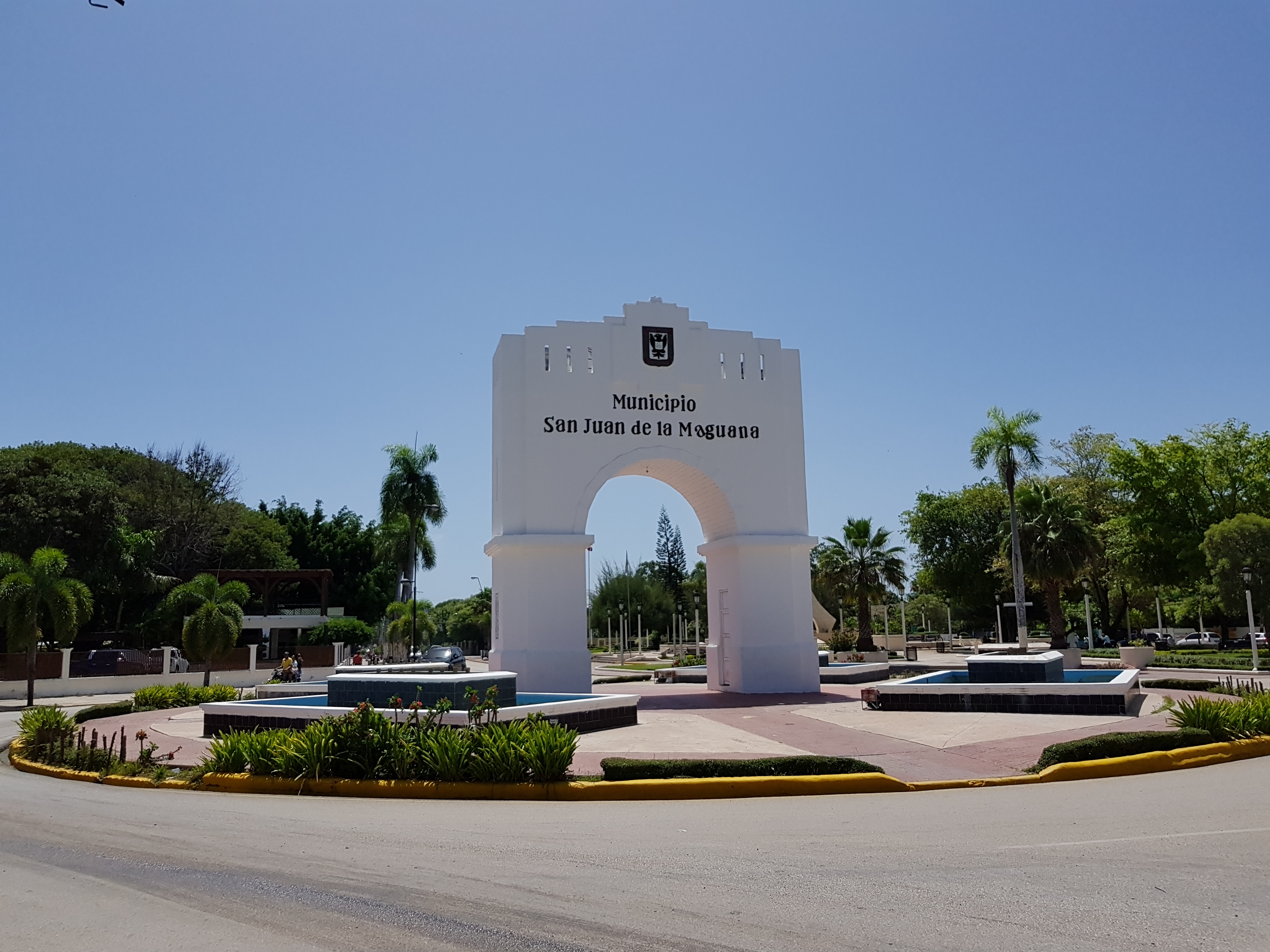
San Juan de la Maguana

San Juan de la Maguana là một tỉnh của Cộng hòa Dominica. Trước năm 1961, khu vực này có tên Benefactor.

## Các đô thị và các huyện đô thị
Đến thời điểm ngày 20 tháng 10 năm 2006, tỉnh này được chia thành đô thị (municipio) và các huyện đô thị (distrito municipal - D.M.):
| - Bohechío - Arroyo Cano (D.M.) - Yaque (D.M.) - El Cercado - Batista (D.M.) - Derrumbadero (D.M.) - Juan de Herrera - Jinova (D.M.) - San Juan de la Maguana - El Rosario (D.M.) - Guanito (D.M.) - Hato del Padre (D.M.) - La Jagua (D.M.) - Las Maguanas (D.M.) - Las Charcas de Maria Nova (D.M.) - Pedro Corto (D.M.) - Sabana Alta (D.M.) - Sabaneta (D.M.) - Las Matas de Farfán - Carrera de Yegua (D.M.) - Matayaya (D.M.) - Vallejuelo - Jorjillo (D.M.) |

Dưới đây là bảng các đô thị và huyện đô thị.
| Tên                             | Tổng dân số | Dân số đô thị | Dân số nông thôn |
| ------------------------------- | ----------- | ------------- | ---------------- |
| Bohechío                        | 10256       | 2724          | 7532             |
| El Cercado                      | 26844       | 6443          | 20401            |
| Juan de Herrera                 | 16224       | 7639          | 8585             |
| Las Matas de Farfán             | 47598       | 25987         | 21611            |
| San Juan de la Maguana          | 281660      | 145885        | 135775           |
| Vallejuelo                      | 14270       | 7135          | 7135             |
| San Juan de la Maguana province | 396852      | 195813        | 201039           |